# Břidličná
Břidličná (dawniej cz. Frýdlant nad Moravicí, niem. Friedland an der Mohra) − miasto w Czechach, w kraju morawsko-śląskim, w powiecie Bruntal, w Niskim Jesioniku (cz. Nízký Jesenik). Historycznie położone jest na Morawach. Według danych z 31 grudnia 2016 powierzchnia miasta wynosiła 2 577 ha, a liczba jego mieszkańców 3 252 osób.
Przez miasto płynie rzeka Moravice.
Pierwsza pisemna wzmianka o wsi "Skalka", leżącej na obszarze dzisiejszego miasta Břidličná pochodzi z roku 1320. Od roku 1492 w spisach państwa sovineckiego występuje pod nazwą "Frýdlant" (niemiecki Friedlant). W latach trzydziestych XX wieku Frýdlant miał 1 654 mieszkańców. W tym okresie firma Franke & Scholz kupiła miejską przędzalnię lnu i przerobiła ją na walcownię. Później powstał z niej zakład Kovohutě Břidličná, przemianowana na HZB, a obecnie na Al Invest Břidličná.
W roku 1950 zmieniono nazwę "Frýdlant nad Moravicí" na "Břidličną", a w październiku 1973 przywrócono prawa miejskie.
W mieście jest stacja kolejowa Břidličná.

## Demografia
| Rok             | 1970  | 1980  | 1991  | 2001  | 2003  |
| --------------- | ----- | ----- | ----- | ----- | ----- |
| Liczba ludności | 3 368 | 3 698 | 4 013 | 3 811 | 3 698 |

Źródło: Czeski Urząd Statystyczny

## Osoby urodzone w Břidličnej
- Albín Heinrich (1785–1864), mineralog, historyk i pedagog[3]